# 2022年4月杭州市2019冠状病毒病聚集性疫情
2022年4月杭州市2019冠状病毒病聚集性疫情是指自2022年4月19日起在杭州市拱墅区及上城区爆发的2019冠状病毒病聚集性疫情。2022年4月19日0-11时，杭州市拱墅区新增3例无症状感染者。之后传染链逐步扩大，除拱墅区外，临平区、西湖区、上城区和余杭区均有发现相关个案，出现家庭、聚餐和学校聚集性感染，此传染链是为“0419”拱墅区疫情。而4月26日上城区也出现了独立的传染链条，是为“0426”上城疫情。截至4月30日9时，本轮疫情共发现感染者180例。
本轮疫情发生后，拱墅区半山街道行政区域范围内实施交通管制，人员、车辆实行只进不出。4月23日凌晨起，拱墅区启动二级应急响应，而临平区塘栖镇、崇贤街道、星桥街道也于当日启动二级响应。为应对本轮疫情，4月28日起杭州市启动常态化核酸检测工作。

## 背景
本轮疫情主要的流行毒株是奥密克戎BA.2.2进化分支，具有传染性强、传播速度快、传播过程隐秘、潜伏期短的特点，潜伏期平均2.67天，为杭州历次疫情中传播速度最快的一次；同时多条传播链并行，家庭聚集性特征明显；而感染来源尚不清楚。

## 确诊时序
2022年4月19日0-11时，杭州市新增3例关联无症状感染者，其中感染者1系主动就诊发现，感染者2、3为同住家庭成员。4月19日11-24时，新增1例关联确诊病例和1例无症状感染者，确诊病例为主动就诊发现，无症状感染者为管控区人员检测中发现。4月20日0-18时，新增8例关联无症状感染者，其中封控区检出7例，管控区检出1例。4月21日0-8时，新增8例关联无症状感染者。4月21日8-14时，新增1例关联确诊病例和7例关联无症状感染者。4月21日14-22时，新增2例关联确诊病例和15例无症状感染者。4月21日22时-4月22日14时，新增16例关联无症状感染者。4月22日14-22时，新增17例无症状感染者。4月22日22时-4月23日8时，新增9例关联无症状感染者。4月23日8-18时，新增1例确诊病例和10例无症状感染者。4月23日18-23时，新增8例关联无症状感染者。4月23日23时-4月24日14时，新增9例新冠病毒无症状感染者。4月24日14-22时，新增7例无症状感染者。4月24日22时-4月25日15时，新增9例无症状感染者。4月25日15-22时，新增1例确诊病例和6例无症状感染者。4月25日22-24时，新增9例关联无症状感染者。4月26日8-22时，新增20例无症状感染者。4月27日0-12时，新增1例无症状感染者。4月27日12-22时，新增5例无症状感染者。4月27日22-24时，新增1例无症状感染者。4月28日8-22时，新增6例无症状感染者。4月29日，此前通报的4例无症状感染者转为确诊，换言之当日无新发现阳性感染者。4月30日0-23时，新增2例关联无症状感染者。5月1日0-23时，新增1例关联无症状感染者。5月2日10-23时，新增1例关联无症状感染者。
截至4月23日，本轮疫情已经发生16起家庭聚集性的疫情，涉及48例感染者；2起聚餐相关的疫情，涉及16例感染者；还有2起学校的聚集性疫情，涉及13例感染者。4月28日，浙江省新冠肺炎疫情防控工作新闻发布会上通报，本轮疫情总体得到基本控制。4月29日杭州市发布会通报，拱墅区已经连续三天社区清零，社会面风险较低；上城区“0426”疫情疫情形势整体可控。5月5日，浙江省人民政府新闻办公室举行新闻发布会，会上通报本轮疫情在4月27日实现社会面清零。除少数疫点及周边单元外，杭州市区全域已恢复常态化秩序。

### 各关联病例情况简表
| #       | 报告日期 | 其他资料                                                                              | 报告地 |
| ------- | -------- | ------------------------------------------------------------------------------------- | ------ |
| 1       | 4月19日  | 住拱墅区半山街道阔板桥，高一学生，主动就诊发现                                        | 杭州市 |
| 2       | 4月19日  | 住拱墅区半山街道阔板桥，为个案1的密切接触者（家庭成员），集中隔离点检出               | 杭州市 |
| 3       | 4月19日  | 住拱墅区半山街道阔板桥，小学四年级学生，个案1的密切接触者（家庭成员），集中隔离点检出 | 杭州市 |
| 4       | 4月19日  | 住拱墅区半山街道水榭塘湾，主动就诊发现                                                | 杭州市 |
| 5       | 4月19日  | 住拱墅区半山街道阔板桥，管控区人员检测中发现                                          | 杭州市 |
| 6-12    | 4月20日  | 住拱墅区半山街道水榭塘湾，封控区检出                                                  | 杭州市 |
| 13      | 4月20日  | 住拱墅区半山街道杭钢北苑，管控区检出                                                  | 杭州市 |
| 14      | 4月21日  | 住上城区采荷街道青莼小区，个案1的密切接触者，集中隔离点检出                           | 杭州市 |
| 15      | 4月21日  | 住临平区崇贤街道陆家桥新苑，扩面检测中检出                                            | 杭州市 |
| 16-21   | 4月21日  | 住拱墅区半山街道水榭塘湾，封控区检出                                                  | 杭州市 |
| 22      | 4月21日  | 住拱墅区半山街道水榭塘湾，封控区检出                                                  | 杭州市 |
| 23      | 4月21日  | 住拱墅区半山街道阔板桥，个案1的密切接触者，集中隔离点检出                             | 杭州市 |
| 24-27   | 4月21日  | 住拱墅区半山街道水榭塘湾，封控区检出                                                  | 杭州市 |
| 28      | 4月21日  | 住拱墅区半山街道阔板桥，个案3的密切接触者，集中隔离点检出                             | 杭州市 |
| 29      | 4月21日  | 住拱墅区祥符街道锦文雅苑，扩面检测中检出                                              | 杭州市 |
| 30      | 4月21日  | 住拱墅区半山街道水榭塘湾，为个案24-27的密切接触者，集中隔离点检出                     | 杭州市 |
| 31      | 4月21日  | 住拱墅区半山街道水榭塘湾，集中隔离点检出                                              | 杭州市 |
| 32      | 4月21日  | 住拱墅区半山街道望宸名邸，为个案8-12的密切接触者，密接排查发现                        | 杭州市 |
| 33      | 4月21日  | 住拱墅区半山街道水榭塘湾，封控区检出                                                  | 杭州市 |
| 34-35   | 4月21日  | 住拱墅区祥符街道锦文雅苑，为个案29的密切接触者（家庭成员），集中隔离点检出            | 杭州市 |
| 36      | 4月21日  | 住拱墅区半山街道金星桃源居，为个案11的密切接触者，集中隔离点检出                      | 杭州市 |
| 37      | 4月21日  | 住拱墅区半山街道水榭塘湾，封控区检出                                                  | 杭州市 |
| 38      | 4月21日  | 住拱墅区半山街道西苑社区，集中隔离点检出                                              | 杭州市 |
| 39      | 4月21日  | 住拱墅区半山街道水榭塘湾，集中隔离点检出                                              | 杭州市 |
| 40      | 4月21日  | 住临平区崇贤街道沿山村诸家浜，为个案11的密切接触者，集中隔离点检出                    | 杭州市 |
| 41      | 4月21日  | 住临平区崇贤街道龙旋村，为个案32的密切接触者，集中隔离点检出                          | 杭州市 |
| 42      | 4月21日  | 住临平区崇贤街道沿山村诸家浜，为个案11的密切接触者，集中隔离点检出                    | 杭州市 |
| 43      | 4月21日  | 住临平区星桥街道苏荷苑，个案10的密切接触者，集中隔离点检出                            | 杭州市 |
| 44      | 4月21日  | 住临平区崇贤街道沿山村，为个案11的密切接触者，集中隔离点检出                          | 杭州市 |
| 45      | 4月21日  | 住上城区丁兰街道玺之湾，为个案10的密切接触者                                          | 杭州市 |
| 46      | 4月21日  | 住上城区丁兰街道后珠农港苑，为个案10的密切接触者                                      | 杭州市 |
| 47      | 4月21日  | 住拱墅区半山街道金星桃源居，集中隔离点检出                                            | 杭州市 |
| 48      | 4月21日  | 住拱墅区半山街道水榭塘湾，集中隔离点检出                                              | 杭州市 |
| 49      | 4月21日  | 住余杭区五常街道西溪水岸花苑，主动就诊发现                                            | 杭州市 |
| 50      | 4月22日  | 住拱墅区康桥街道金昌苑，个案1的密切接触者，集中隔离点检出                             | 杭州市 |
| 51-54   | 4月22日  | 住拱墅区半山街道水榭塘湾，集中隔离点检出                                              | 杭州市 |
| 55      | 4月22日  | 住拱墅区东新街道三塘兰园，个案1的密切接触者，集中隔离点检出                           | 杭州市 |
| 56      | 4月22日  | 住西湖区蒋村街道西溪花园蒹葭苑，个案1的密切接触者，集中隔离点检出                     | 杭州市 |
| 57      | 4月22日  | 住拱墅区半山街道金星桃源居，集中隔离点检出                                            | 杭州市 |
| 58      | 4月22日  | 住西湖区留下镇杨家牌楼，为个案1的密切接触者，集中隔离点检出                           | 杭州市 |
| 59      | 4月22日  | 住余杭区余杭街道悦湖花苑，为个案1的密切接触者，集中隔离点检出                         | 杭州市 |
| 60      | 4月22日  | 住拱墅区半山街道水榭塘湾，个案7的密切接触者，集中隔离点检出                           | 杭州市 |
| 61      | 4月22日  | 住拱墅区锦文雅苑，封控区检出                                                          | 杭州市 |
| 62      | 4月22日  | 住临平区崇贤街道佳源名城，集中隔离点检出                                              | 杭州市 |
| 63      | 4月22日  | 住临平区崇贤街道沿山村朱家浜，集中隔离点检出                                          | 杭州市 |
| 64      | 4月22日  | 住临平区塘栖镇泰山村王家门，扩面检测中发现                                            | 杭州市 |
| 65-73   | 4月22日  | 住拱墅区半山街道水榭塘湾，集中隔离点检出                                              | 杭州市 |
| 74-76   | 4月22日  | 住拱墅区东新街道水印康庭，扩面检测检出                                                | 杭州市 |
| 77      | 4月22日  | 住拱墅区东新街道世嘉君座，扩面检测检出                                                | 杭州市 |
| 78      | 4月22日  | 住拱墅区上塘街道望澜府，扩面检测检出                                                  | 杭州市 |
| 79      | 4月22日  | 住拱墅区东新街道三塘菊园，个案1的密切接触者，集中隔离点检出                           | 杭州市 |
| 80      | 4月22日  | 住拱墅区祥符街道锦文雅苑，封控区检出                                                  | 杭州市 |
| 81      | 4月22日  | 住余杭区良渚街道南庄兜西苑，个案29的密切接触者，集中隔离点检出                        | 杭州市 |
| 82      | 4月22日  | 住临平区崇贤街道陆家桥新苑，个案15的密切接触者，集中隔离点检出                        | 杭州市 |
| 83-84   | 4月22日  | 住临平区塘栖镇泰山村，个案15的密切接触者，集中隔离点检出                              | 杭州市 |
| 85      | 4月22日  | 住临平区崇贤街道沿山村诸家浜，个案42的密切接触者，集中隔离点检出                      | 杭州市 |
| 86      | 4月22日  | 住西湖区三墩镇河畔水境人家，个案1的密切接触者，集中隔离点检出                         | 杭州市 |
| 87      | 4月22日  | 住余杭区余杭街道景瑞御蓝湾，个案1的密切接触者，集中隔离点检出                         | 杭州市 |
| 88      | 4月22日  | 住拱墅区拱宸桥街道崇盛里，重点人员筛查检出                                            | 杭州市 |
| 89      | 4月23日  | 住拱墅区半山街道水榭塘湾，个案9的密切接触者，集中隔离点检出                           | 杭州市 |
| 90      | 4月23日  | 住拱墅区东新街道新湖苑，个案9的密切接触者，集中隔离点检出                             | 杭州市 |
| 91      | 4月23日  | 住拱墅区半山街道金星桃源居，个案17的密切接触者，隔离管控中检出                        | 杭州市 |
| 92-93   | 4月23日  | 住临平区乔司街道连城国际花园，重点人群筛查检出                                        | 杭州市 |
| 94-97   | 4月23日  | 住拱墅区半山街道水榭塘湾，集中隔离点检出                                              | 杭州市 |
| 98      | 4月23日  | 住拱墅区东新街道水印康庭，封控区检出                                                  | 杭州市 |
| 99      | 4月23日  | 住拱墅区半山街道轧钢小区，个案38的密切接触者，集中隔离点检出                          | 杭州市 |
| 100     | 4月23日  | 住拱墅区祥符街道渡驾新村，集中隔离点检出                                              | 杭州市 |
| 101     | 4月23日  | 住临平区临平街道龙悦湾，集中隔离点检出                                                | 杭州市 |
| 102     | 4月23日  | 住拱墅区半山街道水榭塘湾，集中隔离点检出                                              | 杭州市 |
| 103     | 4月23日  | 住临平区崇贤街道向阳村，集中隔离点检出                                                | 杭州市 |
| 104     | 4月23日  | 住拱墅区半山街道轧钢小区，为个案81的密切接触者，隔离管控中检出                        | 杭州市 |
| 105     | 4月23日  | 住西湖区留下街道翰墨香林，个案73的密切接触者，集中隔离点检出                          | 杭州市 |
| 106     | 4月23日  | 住上城区丁兰街道玺之湾，个案45的密切接触者，集中隔离点检出                            | 杭州市 |
| 107     | 4月23日  | 住拱墅区祥符街道锦文雅苑，集中隔离点检出                                              | 杭州市 |
| 108     | 4月23日  | 住上城区丁兰街道皋城村，扩面检测发现                                                  | 杭州市 |
| 109     | 4月24日  | 住拱墅区半山街道杭钢西苑轧钢小区，重点人群检测发现                                    | 杭州市 |
| 110     | 4月24日  | 住拱墅区半山街道宋都香悦郡，为个案21的密切接触者，集中隔离点检出                      | 杭州市 |
| 111     | 4月24日  | 住临平区崇贤街道沾桥村南马浜外浜，为个案74的密切接触者，集中隔离点检出                | 杭州市 |
| 112     | 4月24日  | 住临平区崇贤街道沿山村，封控区检出                                                    | 杭州市 |
| 113     | 4月24日  | 住余杭区良渚街道顾家埠，个案92的密切接触者，集中隔离点检出                            | 杭州市 |
| 114     | 4月24日  | 住拱墅区祥符街道锦文雅苑，集中隔离点检出                                              | 杭州市 |
| 115     | 4月24日  | 住拱墅区东新街道香源公寓，管控区检出                                                  | 杭州市 |
| 116     | 4月24日  | 住上城区丁兰街道皋城村，个案108的密切接触者，集中隔离点检出                           | 杭州市 |
| 117     | 4月24日  | 住拱墅区半山街道金星桃源居，个案36的密切接触者，集中隔离点检出                        | 杭州市 |
| 118     | 4月24日  | 住拱墅区半山街道轧钢小区，个案99的密切接触者，集中隔离点检出                          | 杭州市 |
| 119     | 4月24日  | 住拱墅区半山街道水榭塘湾，集中隔离点检出                                              | 杭州市 |
| 120     | 4月24日  | 住拱墅区半山街道金星桃源居，为个案91的密切接触者，集中隔离点检出                      | 杭州市 |
| 121     | 4月24日  | 住拱墅区半山街道阔板桥，个案28的密切接触者，集中隔离点检出                            | 杭州市 |
| 122     | 4月25日  | 住上城区笕桥街道黄家村二区，扩面检测检出                                              | 杭州市 |
| 123     | 4月25日  | 住余杭区鸬鸟镇山沟沟村上高自然村，扩面检测检出                                        | 杭州市 |
| 124     | 4月25日  | 住临平区南苑街道南大街，扩面检测检出                                                  | 杭州市 |
| 125     | 4月25日  | 住拱墅区东新街道水印康庭，个案74、75的密切接触者，集中隔离点检出                      | 杭州市 |
| 126     | 4月25日  | 住拱墅区东新街道水印康庭，个案76的密切接触者，集中隔离点检出                          | 杭州市 |
| 127     | 4月25日  | 住上城区闸弄口街道三华天运花园，个案52的密切接触者，集中隔离点检出                    | 杭州市 |
| 128     | 4月25日  | 住上城区紫阳街道蓝色钱江，个案52的密切接触者，集中隔离点检出                          | 杭州市 |
| 129     | 4月25日  | 住拱墅区祥符街道锦文雅苑，集中隔离点检出                                              | 杭州市 |
| 130     | 4月25日  | 住拱墅区半山街道轧钢小区，集中隔离点检出                                              | 杭州市 |
| 131     | 4月25日  | 住上城区丁兰街道北城枫景园，扩面检测检出                                              | 杭州市 |
| 132     | 4月25日  | 住拱墅区半山街道水榭塘湾，集中隔离点检出                                              | 杭州市 |
| 133     | 4月25日  | 住拱墅区半山街道水榭塘湾，个案97的密切接触者，集中隔离点检出                          | 杭州市 |
| 134     | 4月25日  | 住临平区崇贤街道沿山村水洪庙村，为个案44的密切接触者，集中隔离点检出                  | 杭州市 |
| 135     | 4月25日  | 住临平区塘栖镇柴家坞，个案62的密切接触者，集中隔离点检出                              | 杭州市 |
| 136     | 4月25日  | 住临平区星桥街道星雅嘉园逸品苑，集中隔离点检出                                        | 杭州市 |
| 137     | 4月25日  | 住拱墅区祥符街道锦文雅苑，个案62的密切接触者，集中隔离点检出                          | 杭州市 |
| 138     | 4月25日  | 住拱墅区半山街道水榭塘湾，个案6的密切接触者，集中隔离点检出                           | 杭州市 |
| 139-144 | 4月25日  | 住临平区崇贤街道沿山村诸家浜，封控区检出                                              | 杭州市 |
| 145     | 4月25日  | 外省籍货车司机（宿车上），扩面检测发现                                                | 杭州市 |
| 146     | 4月26日  | 住上城区笕桥街道黄家社区，管控区检出                                                  | 杭州市 |
| 147-150 | 4月26日  | 住拱墅区半山街道水榭塘湾，集中隔离点检出                                              | 杭州市 |
| 151     | 4月26日  | 住余杭区仁和街道东风村，重点人员检测中发现                                            | 杭州市 |
| 152-154 | 4月26日  | 住临平区崇贤街道沿山村诸家浜，集中隔离点检出                                          | 杭州市 |
| 155     | 4月26日  | 住临平区塘栖镇马高仓库，集中隔离点检出                                                | 杭州市 |
| 156     | 4月26日  | 住临平区崇贤街道大安村塔家浜，个案145的密切接触者，集中隔离点检出                     | 杭州市 |
| 157     | 4月26日  | 住拱墅区东新街道新湖苑，为个案91的密切接触者，隔离管控中检出                          | 杭州市 |
| 158     | 4月26日  | 住拱墅区半山街道金星桃源居，个案90的密切接触者（家庭成员），集中隔离点检出            | 杭州市 |
| 159-160 | 4月26日  | 住拱墅区祥符街道锦文雅苑，隔离管控中检出                                              | 杭州市 |
| 161     | 4月26日  | 住临平区乔司街道永西村，个案92的密切接触者，集中隔离点检出                            | 杭州市 |
| 162     | 4月26日  | 住余杭区良渚街道南庄兜东苑，集中隔离点检出                                            | 杭州市 |
| 163-165 | 4月26日  | 住余杭区良渚街道南庄兜东苑，集中隔离点检出                                            | 杭州市 |
| 166     | 4月27日  | 住临平区乔司街道葛家车村，集中隔离点检出                                              | 杭州市 |
| 167     | 4月27日  | 住拱墅区半山街道水榭塘湾，个案103的密切接触者，集中隔离点检出                         | 杭州市 |
| 168-169 | 4月27日  | 住拱墅区祥符街道锦文雅苑，集中隔离点检出                                              | 杭州市 |
| 170     | 4月27日  | 住上城区九堡街道金雅苑，社区检测中发现                                                | 杭州市 |
| 171     | 4月27日  | 住临平区乔司街道葛家车村，个案92的密切接触者，集中隔离点检出                          | 杭州市 |
| 172     | 4月27日  | 住余杭区良渚街道顾家埠，个案113的密切接触者，集中隔离点检出                           | 杭州市 |
| 173-174 | 4月28日  | 住拱墅区东新街道水印康庭，集中隔离点检出                                              | 杭州市 |
| 175     | 4月28日  | 住拱墅区半山街道金星桃源居，集中隔离点检出                                            | 杭州市 |
| 176     | 4月28日  | 住临平区乔司街道永西村，个案161的密切接触者，集中隔离点检出                           | 杭州市 |
| 177     | 4月28日  | 住临平区崇贤街道沿山村龙口浜，集中隔离点检出                                          | 杭州市 |
| 178     | 4月28日  | 住临平区乔司街道君汇上品，集中隔离点检出                                              | 杭州市 |
| 179     | 4月30日  | 住临平区乔司街道葛家车村，个案171的密切接触者                                         | 杭州市 |
| 180     | 4月30日  | 住拱墅区东新街道水印康庭，个案173的密切接触者                                         | 杭州市 |
| 181     | 5月1日   | 住临平区崇贤街道水洪庙村，个案145的密切接触者                                         | 杭州市 |
| 182     | 5月2日   | 住拱墅区半山街道水榭塘湾，集中隔离点检出                                              | 杭州市 |

## 反应

### 浙江省
疫情发生后，浙江省卫生健康委派出工作组和疾控专家组实地指导工作，调派省级医院采样队1250人紧急支援当地核酸采样工作。

#### 杭州市
本轮疫情发生后，拱墅区半山街道行政区域范围内实施交通管制，人员、车辆实行只进不出。自4月23日凌晨起，拱墅区启动二级应急响应，局部地区按照一级响应落实管控措施，要求居民停止一切非必要聚集性活动，减少人员流动；启动全员核酸筛查工作；农贸市场、超市等场所严格实行限流措施，凭核酸检测阴性证明进出，其余经营性场所暂停营业；除防疫需要、民生保障、城市运行、医疗救治单位外，其他单位、工地一律封闭管理；暂停区域内公共交通服务，其他经停车辆可通过、不停留。临平区塘栖镇、崇贤街道、星桥街道、上城区丁兰街道也于当日启动二级响应。4月30日起，拱墅区结束全区Ⅱ级应急响应。5月4日16时起，半山街道全域（封控区、管控区内道路除外）解除交通管制措施。

##### 分区防疫
本轮疫情期间，杭州市暂未划定中高风险地区。对于出现感染者的住所，杭州市也开始实施分级分类防控措施。
- 拱墅区为本轮疫情期间划定“三区”范围较大的区域。在4月19日，首先划定拱墅区半山街道阔板桥社区21幢划定为封控区[註 15]；半山街道阔板桥社区除封控区以外区域划定为管控区[註 16]；半山路-崇光弄-山前路-明园路-临丁路-沈半路合围区域划定为防范区[註 17]。石桥街道也将石桥街道大润发超市划定为封控区；永祥街-石桥路-永波街-竹清路区域划定为管控区；临丁路-华西路-东新路-上塘河合围区域划定为防范区[39]。4月20日，调整半山街道阔板桥小区和水榭塘湾小区为封控区；调整桃源街-临丁路-明园路-半山路区域为管控区；调整半山街道除封控区、管控区以外的区域及周边临丁路-华西路-石祥路-宁杭高铁-上塘河合围区域为防范区[40]。21日，半山街道杭钢北苑兴学弄以西区域、望宸名邸划为封控区；北秀街-吴家角港-云锦路-半山路北至半山山脚-明园路-沈半路延伸至临丁路合围区域划定为管控区[41]，同时划定祥符街道锦文雅苑东区、海外海商城划为封控区；石祥路-杭行路-花园岗街-通益路划定为管控区；祥园路-西塘河-小河-京杭大运河划定为防范区[42]。4月23日，拱墅区半山街道、东新街道水印康庭小区划定为封控区；颜三路—白石巷—东新路合围区划定为管控区；拱墅区全域划定为防范区[43]。4月24日，半山街道轧钢小区、东新街道水印康庭小区、香源公寓小区6幢划定为封控区；半山街道、颜三路-白石巷-西文街-上塘河-石祥路-东新路合围区划定为管控区[44]。4月30日起，半山街道、拱宸桥街道调整“三区”范围，石桥街道解除大润发超市石桥店封控区管理[註 18][37]。当晚起，拱墅区半山街道、石桥街道、祥符街道和东新街道调整“三区”范围[註 19][45]。5月2日起，调整半山街道、上塘街道“三区”范围[註 20][46]。
- 临平区在4月21日划定崇贤街道陆家桥新苑小区的“三区”范围[註 21][47]。后又发布31号、32号、33号、34号通告，划定多个“三区”的范围[註 22][42]。4月22日先后发布两份通告，新增4个封控区[註 23]、4个管控区[註 24]、3个防范区[註 25][48]。4月22日，塘栖镇泰山村应家弄33号至39号、应家弄32-1号、应家弄32-2号划定为封控区；新增山北张湾河区块、西厂区块、原春奎石矿，崇贤街道运河路、临平大道与半山街道防范区边界合围区域为防范区；塘栖镇丁河村大关印务园区；春莲发艺及相邻洪宇手机店、重庆小面店、卤味店及金子早餐店列为临时封控区[49]。4月23日，东湖街道陈家木桥社区龙悦湾小区7幢、乔司街道连城社区连城国际花园北区（21、22幢）划定为封控区；龙悦湾小区5幢、6幢、8幢、9幢、10幢、绕城高速-友爱路-石塘东路-杭海路合围区划定为管控区；龙悦湾小区、绕城高速-东湖南路-三胜街-杭海路合围划定为防范区[50][51]。4月26日，南苑街道河南埭社区南大街56号和风楼3幢、崇贤街道沿山村诸家浜3号安置小区全部划为封控区；河南埭社区南大街56号和风楼小区划为管控区；南大街-藕花洲大街-逸仙路-铁路以北道路合围划为防范区[52][53]。4月27日，乔司街道（除封控区、管控区外）全域设为防范区[54]；塘栖镇泰山村念佛港17组划定为封控区；临平区塘栖镇泰山村念佛港18组，南扒山村15、16组划定为管控区[55]。4月30日起，东湖街道和乔司街道调整“三区”管控范围[註 26][45]。5月3日，临平区调整“三区”范围[註 27]，同时结束星桥街道、乔司街道、塘栖镇二级应急响应[56]。
- 上城区在4月20日划定采荷街道青莼小区的“三区”范围[註 28][57]。4月21日，上城区划定农港苑、玺之湾小区、恒祺商务中心的“三区”范围[註 29][42]。4月23日，上城区丁兰街道全域划为防范区，同时确定丁兰街道皋城村2组、3组为封控区，皋城村1组为管控区[36]。4月25日，上城区笕桥街道黄家社区划定“三区”范围[註 30][58]。此外丁兰街道北城枫景园22幢划定为封控区；丁兰街道北城枫景园（含裙楼、底商）划定为管控区[59]。4月26日，笕桥街道（除封控区、管控区外）区域升级为防范区，黄家社区（除封控区外）升级为管控区，此前原先划定的黄家社区相关管控区升级为封控区[60]。4月27日，彭埠街道、九堡街道全域为防范区，九堡街道新江花园社区鑫运时代金座6幢为封控区；鑫运时代金座小区及外围商户（除封控区外）为管控区[61]，另外划定九堡街道金雅苑1幢、2幢为封控区；仁爱路-九沙大道-杭乔路-金禾街-九睦路-九乔街合围区域（除封控区外）为管控区[62]。4月28日起，青莼小区7、9幢调整为管控区，青莼小区10、11幢调整为防范区[63]。4月29日，丁兰街道、笕桥街道“三区”范围调整[註 31][64]。
- 余杭区在4月22日划定五常街道西溪水岸花苑的“三区”范围[註 32][65]。4月25日，划定鸬鸟镇山沟沟村的“三区”范围[註 33][66]。4月26日，划定仁和街道、良渚街道封控区、管控区和防范区范围[註 34][67]。4月28日0时起，调整西溪水岸花苑的“三区”范围[註 35][68]。5月3日0时，良渚街道崇福社区“三区”全面解封[註 36][56]。5月5日0时，仁和街道“三区”全面解封[69]。

##### 核酸检测

###### 区域核酸检测
4月19日，拱墅区在半山街道“三区”范围、石桥街道“三区”范围开展全员核酸检测。
4月21日，临平区崇贤街道、星桥街道范围内的封控区、管控区及防范区开展第一轮核酸检测工作，结果均为阴性，后于22日开展第二轮核酸检测。上城区丁兰街道、拱墅区全域也于22日开展区域核酸检测。4月23日起，杭州市对拱墅区全区，临平区崇贤街道、塘栖镇、星桥街道以及上城区丁兰街道等地实施二级应急响应的地区进行为期3天的全员核酸检测。
4月25日，浙江省新闻办召开新闻发布会，通报自4月23日以来，拱墅区等区域已连续开展3轮全员核酸检测，日新增报告感染者数量和Rt值持续下降，半山街道范围内连续3天新增感染者均为集中或居家隔离发现；拱墅、临平、余杭、上城等涉疫区域开展了多轮“三区”核酸筛查，同时对重点区域、重点人群开展区域核酸筛查。截至25日15时，已累计完成核酸检测848.9万人次。

###### 常态化核酸检测
4月27日，中共杭州市委、杭州市人民政府发布《致全市人民的一封信》称，4月28日起杭州市在上城区、拱墅区、西湖区、滨江区、萧山区、余杭区、临平区、钱塘区及西湖风景名胜区开展常态化核酸检测工作，其他区县（市）同步参照实施。在杭人员须每48小时完成一次核酸检测，没有按时核酸检测的人员在扫场所码时会有弹窗提醒，将无法进入公共场所和乘坐公共交通工具（自4月30日起进入公共场所将查验该人员是否已经核酸采样）。为方便群众就近进行检测，全市将布设10000个免费核酸采样点。
为配合常态化核酸检测实施，4月29日杭州健康码更新扫码核验系统，用户扫描场所码后新增核酸采样时间和报告显示。另外针对长者、中小学生等无智能手机、无法携带手机人员的出行问题，扫码核验系统推出“帮扫·杭州的温暖”功能，可通过扫描被帮扫人的身份证号码帮助完成扫码查验核酸采样状态。后续将增加市民卡、港澳通行证、护照等证件的扫码功能支持。5月5日起，市民可刷杭州市民卡查验健康码及核酸状态。
5月1日23时至5月2日10时，杭州新增4例无症状感染者，其中一例是通过常态化核酸检测发现，这是常态化核酸检测实施以来发现的首例感染个案。

##### 日常生活
4月23日凌晨，随着拱墅区宣布启动二级响应，杭州多个城区的超市出现抢购潮，出现排长队、空货架的情况。据报道，整體上杭州市多城區超市內供應有序，但生鮮、蔬菜等類別出現了暫時短缺情況，且具有明顯的區域性，個別超市出現搶購一空的現象，但也有超市貨架貨物充足。报道分析说这主要以外部因素所致，市民希望面對突發情況時能保證日常生活所需；另一方面也是基於拱墅區的二级响应通告，在农贸市场、超市等场所严格实行限流措施，市民們囤購商品以備不時之需。浙江省商務廳相關負責人表示，杭州市日供應蔬菜逾6000噸，可滿足中心及周邊城市日常需求，强调居民囤購以及超市空架等是局部的现象。杭州市商务局表示，拱墅区符合开放条件的29家超市均正常开门营业，全区40余家农贸市场供应稳定，全市成品粮、食用油、肉类、禽蛋、蔬菜等生活必需品以及医用口罩、防护服等重要医疗物资供应储备平稳有序，市民不必抢购和囤货。
因拱墅区宣布启动二级响应，全域划为防范区，拱墅区除农贸市场、超市等场所外，其他经营性场所暂停营业。进入正常营业的农贸市场、超市的人员需要出示48小时内核酸检测阴性证明，拱墅区民政局婚姻登记处自4月24日起暂停办理业务，同时关闭婚姻登记网上预约。4月26日起，位于武林商圈内的银泰百货武林总店、杭州大厦、国大城市广场、杭州嘉里中心等多家商场宣布恢复营业。4月30日起，拱墅区多家商场、购物中心恢复营业，包括城西银泰城、杭州大悦城、乐堤港、杭州新天地、运河上街购物中心、水晶城购物中心。
4月28日，杭州市城管局接到市民来电表示，因疫情防控需要，部分车主被隔离、封控、管控等，导致停在道路泊位上的车辆无法及时驶离。杭州市城管局表示，对部分道路停车收费点调整工作状态，暂停收费期间车辆不会产生任何停车费。

##### 学校教育
4月20日，拱墅区疫情防控工作领导小组办公室宣布，自21日起拱墅区中小学、幼儿园、专修学院、校外培训机构于4月21日至24日停课4天。4月23日凌晨，拱墅区启动疫情防控二级响应，拱墅区中小学、幼儿园4月25日起继续停课，进行线上教学。对于居住在拱墅区，在其他城区就读的学生则继续居家在线学习。而西湖区、钱塘区、余杭区等地学校也统计了家住拱墅区范围内的师生员工，要求继续居家并展开线上教学。另外临平区崇贤街道、塘栖镇、星桥街道和上城区丁兰街道范围内所有学校（含市直属学校等）也暂停线下教学。笕桥街道范围内所有学校也于4月26日起停课。
5月5日起，拱墅区封控区、管控区、防范区范围内学校继续停课，“三区”范围外的中小学、幼儿园有序组织复课。复课的中小学、幼儿园，教职工、学生一律凭48小时内核酸检测阴性证明返校，学校按“两天一测”的要求，在每周一、三、五组织师生在校内开展全员核酸检测。

##### 交通应对
地铁（轨道交通）方面，本轮疫情以来，杭州地铁部分车站因疫情影响调整运营安排。这些车站包括：
- 4月20日11时30分起，3号线汽轮广场站、4号线桃源街站、吴家角港站暂停运营[93]。
- 4月21日21时10分起，10号线渡驾桥站暂停运营；同日21时30分起，5号线大运河站暂停运营[94]。
- 4月23日6时起，拱墅区内地铁车站暂停运营，涉及1、2、3、4、5、10号线部分站点[註 38][95]。
- 4月24日6时起，3号线同协路站、桃花湖公园站、丁桥站、华鹤街站、黄鹤山站、星桥站暂停运营[96]，至此3号线全线暂停运营。
- 4月25日6时起，凤起路站（1、2号线）、建国北路站（2、5号线）、打铁关站（1、5号线）恢复站内换乘服务，出入口仍将保持关闭[97]。
- 4月26日6时起，1号线武林广场站、凤起路站，2号线凤起路站、中河北路站、建国北路站，5号线建国北路站、宝善桥站恢复正常运营[98]。同日根据杭州市上城区新冠肺炎疫情防控指挥部2022年53号通告，4月26日起，4号线明石路站、黎明站、笕桥老街站、6号线枸桔弄站暂停运营[99]。
- 4月28日6时起，1号线打铁关站、西湖文化广场站、5号线打铁关站、杭氧站恢复正常运营[100]。
- 4月30日6时起，杭州地铁除3号线黄鹤山站、星桥站，4号线桃源街站、吴家角港站，9号线乔司南站、乔司站继续暂停运营外，其它站点恢复正常运营[101]。
- 5月1日起，9号线乔司站、乔司南站恢复正常运营[102]。10时起，3号线汽轮广场站再次暂停运营；5月2日6时起，3号线黄鹤山站、星桥站恢复运营[103]。

公交线路方面，杭州公交部分线路因疫情影响而停运、改为区间运行或取消停靠部分车站。受影响的线路包括：
- 4月21日头班起，杭州公交对涉及半山街道的20条公交线路进行调整，其中146路、1102M路暂停运营，其余18条调整运营路线[註 39][104]。
- 4月23日首班起，因拱墅区启动二级响应，杭州公交对215条涉及拱墅区行政区划内的公交线路进行调整，其中临时停运67条[註 40]，区间运营96条[註 41]，越站运营52条[註 42][105]。
- 4月24日首班起，杭州公交对上城区丁兰街道辖区内27条公交线路进行调整，其中停驶线路25条[註 43]，区间调头线路2条[註 44][106]。
- 4月26日8时起，杭州公交对上城区笕桥街道区域内26条公交线路进行调整，其中停驶线路16条[註 45]，调整线路10条。同时对临平区19条公交线路做运营调整，其中17条公交线路临时停运[註 46]，另有2条线路实施越站运营[註 47][99]。另外，拱墅区44条线路恢复全线运营[註 48]，23条线路恢复部分区间段运营[註 49]，4条线路恢复部分站点运营[註 50][107]。
- 4月28日起，拱墅区恢复部分公交线路运营，其中恢复全线运营15条[註 51]，36条线路恢复部分站点运营[註 52][108]。
- 4月30日起，拱墅区116条线路恢复全线运营[註 53]，22条线路恢复部分站点运营[註 54][37]。上城区丁兰街道、笕桥街道区域内38条线路恢复全线运营[註 55]，11条线路恢复部分站点运营[註 56][109]。

因杭州市自4月28日起启动常态化核酸检测工作，杭州公交、杭州地铁发布消息，自4月30日开始将对每位乘客的场所码进行核对，凡48小时内未做核酸检测的将无法乘车。对于无法提供核酸检测证明的盲人、无智能手机的老年人和中小学生可凭《核酸已采凭证》乘坐公交车。4月30日起，所有进入杭州萧山国际机场航站楼的人员，均需提供48小时内核酸检测阴性证明。